# Tianbao (sockenhuvudort i Kina, Hubei Sheng, lat 32,01, long 109,84)
Tianbao (kinesiska: 天宝, 天宝乡) är en sockenhuvudort i Kina. Den ligger i provinsen Hubei, i den centrala delen av landet, omkring 450 kilometer väster om provinshuvudstaden Wuhan. Antalet invånare är 14 547. Befolkningen består av 6 525 kvinnor och 8 022 män. Barn under 15 år utgör 13,0 %, vuxna 15-64 år 75 %, och äldre över 65 år 11,0 %.
Runt Tianbao är det ganska tätbefolkat, med 96 invånare per kvadratkilometer. Tianbao är det största samhället i trakten. I omgivningarna runt Tianbao växer i huvudsak blandskog.
Genomsnittlig årsnederbörd är 1 223 millimeter. Den regnigaste månaden är september, med i genomsnitt 237 mm nederbörd, och den torraste är december, med 9 mm nederbörd.